# Michael Schramm (Journalist)
Michael Schramm (* 1959 in Köln) ist ein deutscher Fernsehjournalist. Seit 2017 ist er Chefkorrespondent Fernsehen im ARD-Studio Rom.

## Leben
Schramm wuchs in München auf. Neben dem Studium der Geschichte arbeitete er beim Bayerischen Rundfunk. 1991 wurde er mit einer Arbeit über den „Gleichschaltungsprozess der deutschen Armee 1933 bis 1938“ promoviert. Er arbeitete zehn Jahre als freier Filmautor für den Bayerischen Rundfunk und wurde 1992 Redakteur. Zunächst bearbeitete er Themen aus dem Bereich Sozialpolitik, später war er bei der Sendung Zeitspiegel und anschließend bei Zwischen Spessart und Karwendel.
Vom 1. März 2010 bis 2017 war er Leiter des ARD-Studios Istanbul. Danach wurde er Chefkorrespondent Fernsehen im ARD-Studio Rom.